# Kaboutertrial
De Kaboutertrial is een in het verleden georganiseerde trialwedstrijd in Nederland. De wedstrijd werd gehouden op verschillende plaatsen in Nederland. De wedstrijden vonden onder andere plaats in Staphorst, Lieshout, Enschede en Amsterdam. De wedstrijd in Amsterdam werd door de Amsterdamse Motorclub MC Amsterdam georganiseerd. De trial was voor kinderen tussen de zes en veertien jaar oud.